# Parco rurale di Anaga
Il Parco rurale di Anaga è un'area naturale protetta dell'isola di Tenerife (Isole Canarie, Spagna).

## Territorio
Il parco comprende un'area di circa 14.000 ettari che copre buona parte del massiccio di Anaga, nella parte nord-orientale dell'isola di Tenerife, dichiarato riserva della biosfera nel 2015.

## Flora
Il parco protegge un lembo di laurisilva, una tipologia di foresta sempreverde tipica di Madeira e delle isole Canarie, così chiamata per la predominanza di specie della famiglia delle Lauracee.